# Eva Schulz-Flügel
Eva Schulz-Flügel (* 22. Februar 1939 in Wittenberge) ist eine deutsche evangelische Theologin.

## Leben
Nach der Promotion in Göttingen 1977 (Quinti Septimi Florentis Tertulliani de virginibus velandis. Einleitung, Text, deutsche Übersetzung, theologischer und philologischer Kommentar) war sie von 1977 bis 1989 wissenschaftliche Angestellte an der Akademie der Wissenschaften zu Göttingen. Wissenschaftliche Angestellte war sie von 1989 bis 1998 am Beuroner Vetus-Latina-Institut. Nach der Habilitation in Tübingen 1996 war sie ab 2003 außerplanmäßige Professorin der Universität Tübingen.

## Werke (Auswahl)
- Tyrannius Rufinus: Historia monachorum sive de vita sanctorum patrum. (= Patristische Texte und Studien. Band 34). De Gruyter, Berlin/New York 1990, ISBN 3-11-012040-2.
- Gregorius Eliberritanus: Epithalamium sive explanatio in canticis canticorum  (= Vetus Latina. Aus der Geschichte der lateinischen Bibel. Band 26). Herder, Freiburg im Breisgau 1994, ISBN 3-451-21940-9.
- Bernd Jaspert: Von Eva Schulz-Flügel bis Karl Pinggéra (= Regulae Benedicti studia. Supplementa. Band 20). EOS-Verlag, Sankt Ottilien 2010, ISBN 978-3-8306-7396-5.
- Tyrannius Rufinus: Historia monachorum (= Weisungen der Väter. Band 19). Beuroner Kunstverlag, Beuron 2014, ISBN 978-3-87071-309-6.

| Personendaten    | Personendaten                   |
| ---------------- | ------------------------------- |
| NAME             | Schulz-Flügel, Eva              |
| ALTERNATIVNAMEN  | Flügel, Eva                     |
| KURZBESCHREIBUNG | deutsche evangelische Theologin |
| GEBURTSDATUM     | 22. Februar 1939                |
| GEBURTSORT       | Wittenberge                     |